# Calomyscus
Calomyscus là một chi động vật có vú trong họ Calomyscidae, bộ Gặm nhấm. Chi này được Thomas miêu tả năm 1905. Loài điển hình của chi này là Calomyscus bailwardi Thomas, 1905.

## Hình ảnh

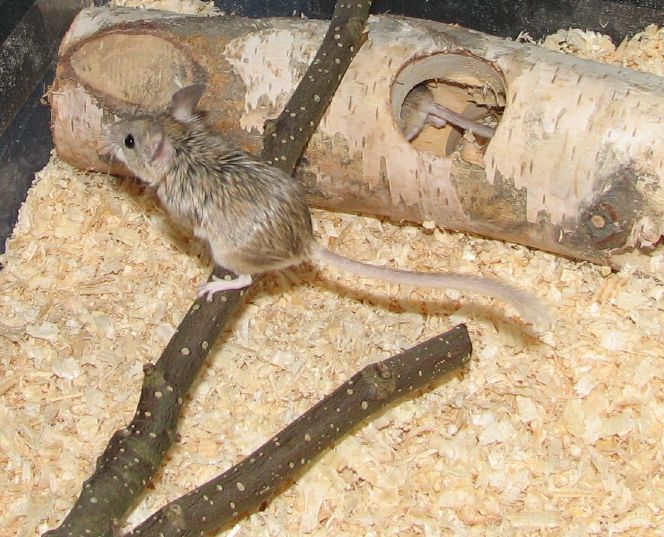
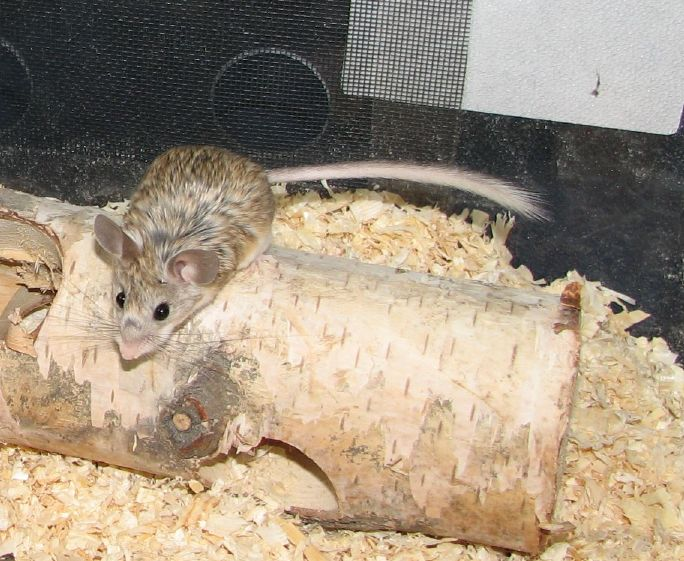

## Các loài
Chi này gồm các loài:
- Calomyscus bailwardi
- Calomyscus baluchi
- Calomyscus elburzensis
- Calomyscus grandis
- Calomyscus hotsoni
- Calomyscus mystax
- Calomyscus tsolovi
- Calomyscus urartensis